# Kodigenahalli
Kodigenahalli är en ort i Indien.   Den ligger i distriktet Tumkur och delstaten Karnataka, i den södra delen av landet, 1 700 km söder om huvudstaden New Delhi. Kodigenahalli ligger 667 meter över havet och antalet invånare är 5 727.
Terrängen runt Kodigenahalli är platt. Runt Kodigenahalli är det tätbefolkat, med 356 invånare per kvadratkilometer. Närmaste större samhälle är Hindupur, 16,4 km nordost om Kodigenahalli. Trakten runt Kodigenahalli består till största delen av jordbruksmark.